# Castell de Tramacastiel
El Castell de Tramacastiel és un castell roquer situat a un turó al costat del poble espanyol de Tramacastiel, a la província de Terol. És d'origen indeterminat encara que bé podria ser templer. Se cita en les cròniques de la guerra dels Dos Peres.
En 2016 encara posseïa diversos murs de contenció i perimetrals, restes d'edificacions i el que sembla un aljub situat a la costa que porta al castell, la qual cosa el situaria fora del recinte actual. També pot veure's una peculiar talaia de pedra i morter situada sobre una penya al centre del castell.